# 広島市立石内北小学校
広島市立石内北小学校（ひろしましりつ いしうちきたしょうがっこう）は広島県広島市佐伯区石内北3丁目にある公立小学校。

## 概要
住宅団地「セントラルシティこころ」の人口増加に伴い広島市立伴南小学校より分離して2017年4月に開校した。
2021年度の児童数は545名（内訳は1年生：136人、2年生：102人、3年生：101人、4年生：93人、5年生：65人、6年生：48人で、にじいろ学級(特別指導学級)は8人。男子児童は284人、女子児童は261人）。
校歌は作詞が梶矢文昭、作曲が沖田孝司。

## 沿革
- 2015年2月27日 - 伴南小学校から分離して「仮称：石内北小学校」を新設することが発表された[3]。
- 2017年4月 - 開校[3]。

## 通学地域
石内北一丁目～石内北五丁目（セントラルシティ こころ 佐伯区分）。
一般的には広島市立大塚中学校へ進学する。